# Stangenwand
Die Stangenwand ist eine Erhebung bzw. eine markante Felswand der Hochschwabgruppe im österreichischen Bundesland Steiermark. Besondere Bedeutung hat sie durch ihre Kletterrouten.

## Lage und Umgebung
Die Stangenwand liegt rund 2,3 Kilometer südwestlich des Hochschwab-Gipfels. Sie ist eine jener Formationen, die aus dem kleinteilig zergliederten Abbruch des Hochschwab-Plateaus zum Trawiestal im Süden markant hervorragen. An ihrer West- und Nordwestseite ist sie durch das Rauchtal bzw. Rauchkar deutlich vom Großen Beilstein und dem Hochwart abgesetzt. Die Abgrenzung zum Zagelkogel im Osten bildet das weniger tief eingeschnittene Bogenkar.
Vom Plateau im Norden aus betrachtet hat die Stangenwand keinen ausgeprägten Gipfel, nur ein flacher Sattel trennt ihren höchsten Punkt vom rund hundert Meter höheren Zagelkogel. Der höchste Punkt der Stangenwand liegt direkt oberhalb des Rauchtals, ihr Gipfelkreuz steht jedoch auf einem etwa 2135 m hohen Felsturm an der Südkante, der durch eine mit großen Dolinen durchsetzte Senke vom restlichen Massiv abgegrenzt wird.
Alpinistisch bedeutsam sind die über 300 m hohen, quasi senkrechten Wände an der Südseite der Stangenwand. Längliche Gesteinsformen in dieser Wand könnten dem Berg seinen Namen gegeben haben.

## Geologie und Geomorphologie
Der Hochschwab und die ihn westlich umgebende Hochfläche, aus deren Abbruchkante die Stangenwand vorkragt, besteht vorrangig aus Wettersteinkalk, dieser ist leicht wasserlöslich und führt damit zu der typischen Verkarstung. Die Stangenwand selbst besteht jedoch – wie auch der Zagelkogel und die östlich anschließende Karlalm und Mitteralm – aus dem jüngeren, ebenso verkarsteten Dachsteinkalk, der dem Wettersteinkalk auflagert. Unterhalb des Wettersteinkalks befinden sich Schichten aus Werfener Schiefer, die einige Kilometer westlich (etwa im Bereich des Sackwiesensees) ebenfalls zutage treten. Während der Würmeiszeit war das Areal von einem Plateaugletscher bedeckt. Aufgrund geringer Eisbewegung sind die erwähnten Hochflächen nur wenig glazial überprägt. An ihren Randabstürzen und in Steilstufen zwischen den Flächen wurden jedoch Kare gebildet, die mit ihren Felswänden und Schutthalden und mit den zwischen ihnen aufragenden Graten den Hochgebirgscharakter der Gegend prägen.

## Wandern und Klettern
Der Nord-Süd-Weitwanderweg 05 sowie der Nordalpenweg 01 und damit auch die Europäischen Fernwanderwege E6 und E4 führen nördlich der Stangenwand über das Hochschwab-Plateau. Aus dem Trawiestal führen mehrere meist unmarkierte und i. d. R. schwierig (mindestens T3 nach der SAC-Wanderskala) zu gehende Steige durch die Kare auf das Plateau, für die Stangenwand erwähnenswert ist ein Steig, der von der Trawiesalm über das Bogenkar hinauf das Plateau führt. An seiner Schlüsselstelle ist der Steig recht ausgesetzt und nur kletternd (Schwierigkeitsgrad I+) zu bewältigen. Der etwas weniger anspruchsvolle Weg durch das Rauchtal ist für Wanderer unangenehm steil und schottrig, hingegen bei Skitourengehern beliebt.

### Stangenwand Südwest- und Südostwand
Die hoch aufragenden Wände der Stangenwand sind ein Anziehungspunkt für Kletterer und waren Schauplatz alpinistischer Pioniertaten. Am 9. Mai 1937 stürzte eine Bergsteiger-Seilschaft, bestehend aus Ulrich Sild (1911–1937), Walter Mittelholzer (1894–1937) und Liselott Kastner (?–1937), geborene Lorenz, in der Südwestwand der Stangenwand ab. Ursache war vermutlich Steinschlag.
Von überregionaler alpinistischer Bedeutung ist insbesondere die 320 m hohe Südostwand. Sie wurde im Jahr 1938 von Raimund Schinko, Fritz Sikorovsky und Otto Pschentschnik nach vier vergeblichen Versuchen erstbegangen, welche mit derartigen Leistungen Pioniere im damals höchsten Kletterschwierigkeitsgrad VI+ waren. Für die Erstbegehung verbrachte die Seilschaft drei Tage in der Wand, biwakiert wurde auf einem mitgebrachten Holzbrett. Eine erneute Begehung gelang erst 1947 Karl Lukan und Leo Kozel. Dauerhafte Rezeption bescherte der Stangenwand Südostwand auch Walter Pause durch Aufnahme der Route in sein 1977 erschienenes, bis heute als Standardwerk geltendes Buch Im extremen Fels: 100 Kletterführen in den Alpen.

Ansichten
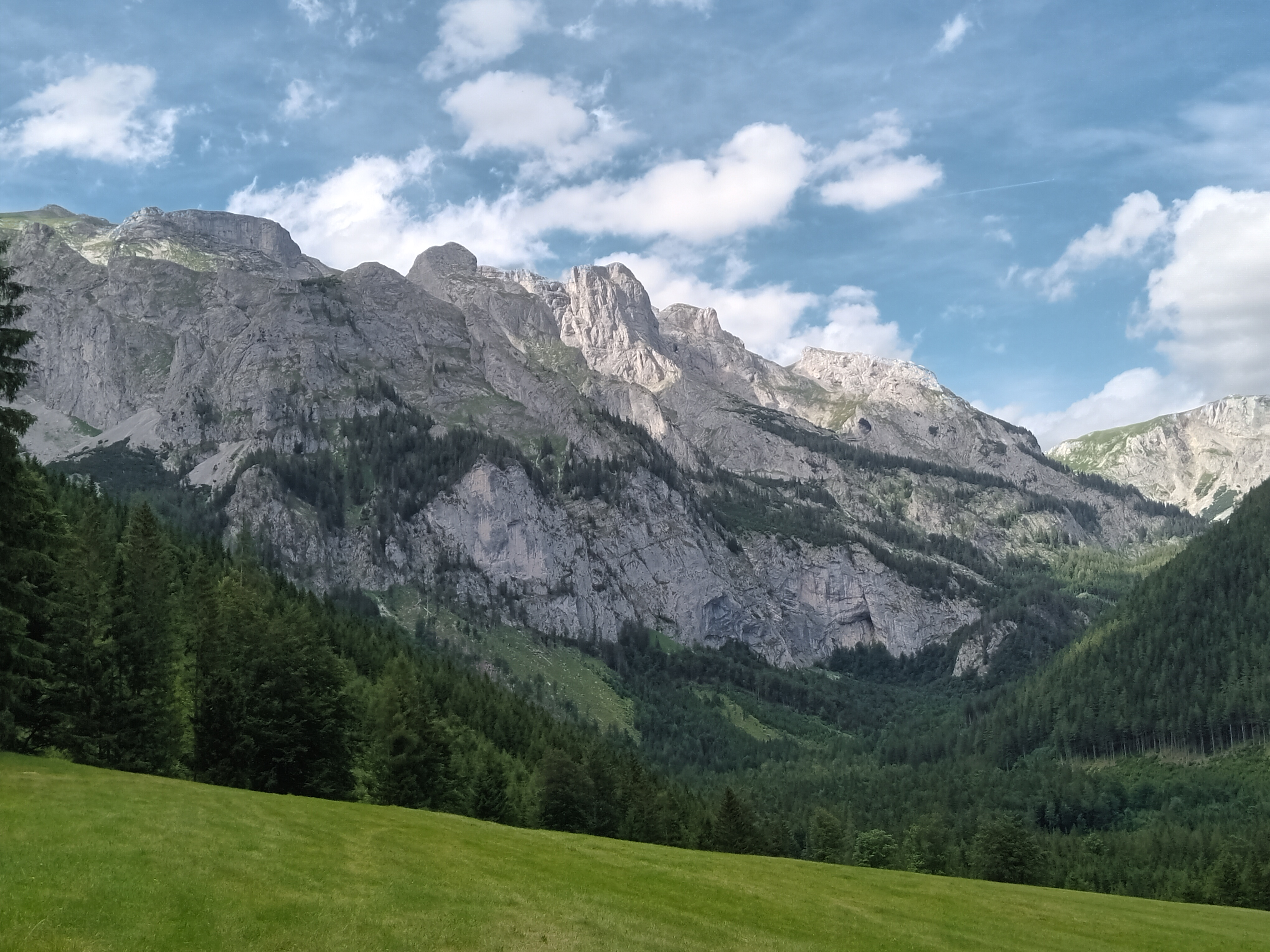
Trawiestal und Südkante des Hochschwab-Plateaus von Südwesten, Stangenwand mittig beleuchtet
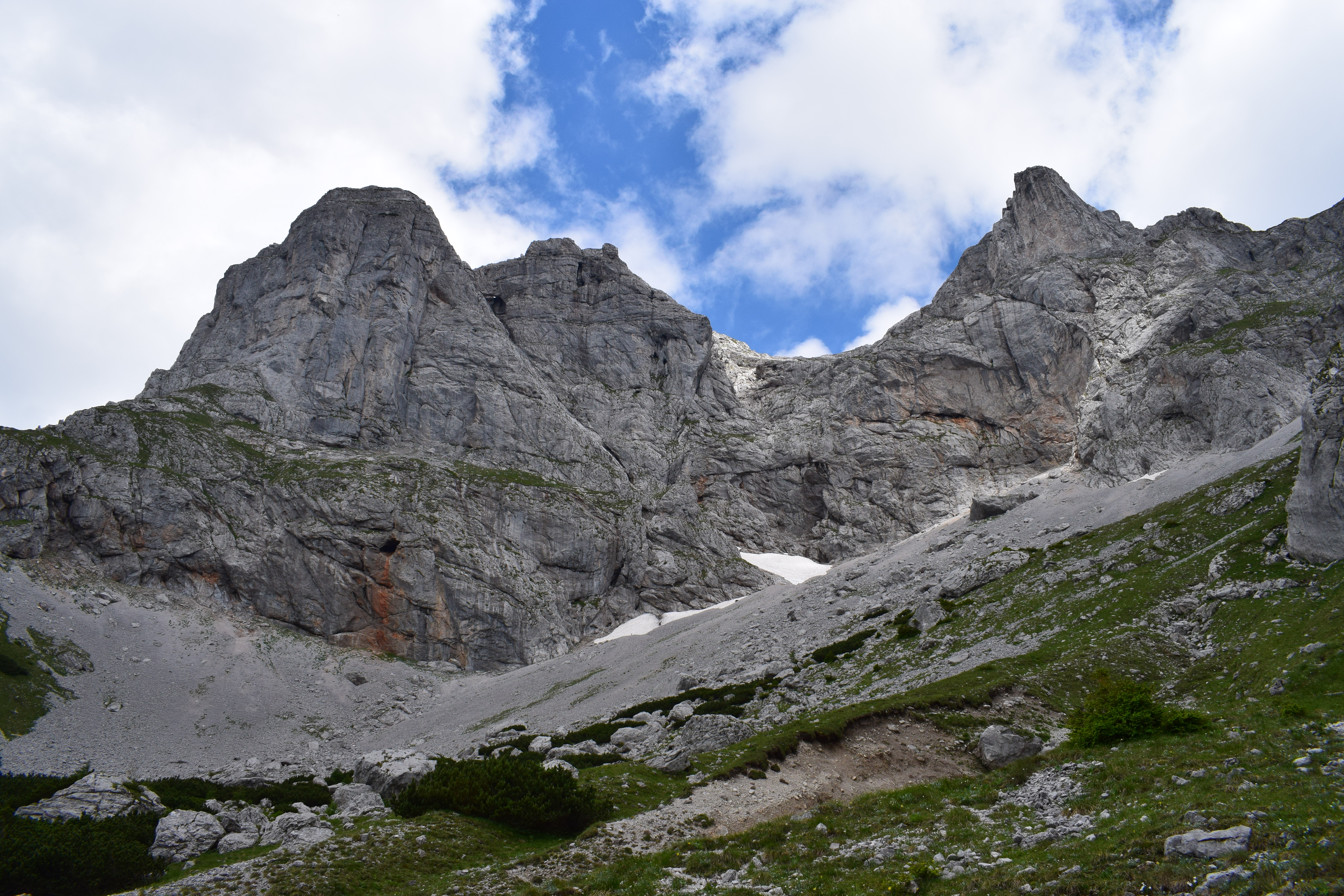
Blick das Bogenkar aufwärts in die Stangenwand-Südostwand. Der „Labenbecher“ genannte Felsturm rechts gehört zum Zagelkogel
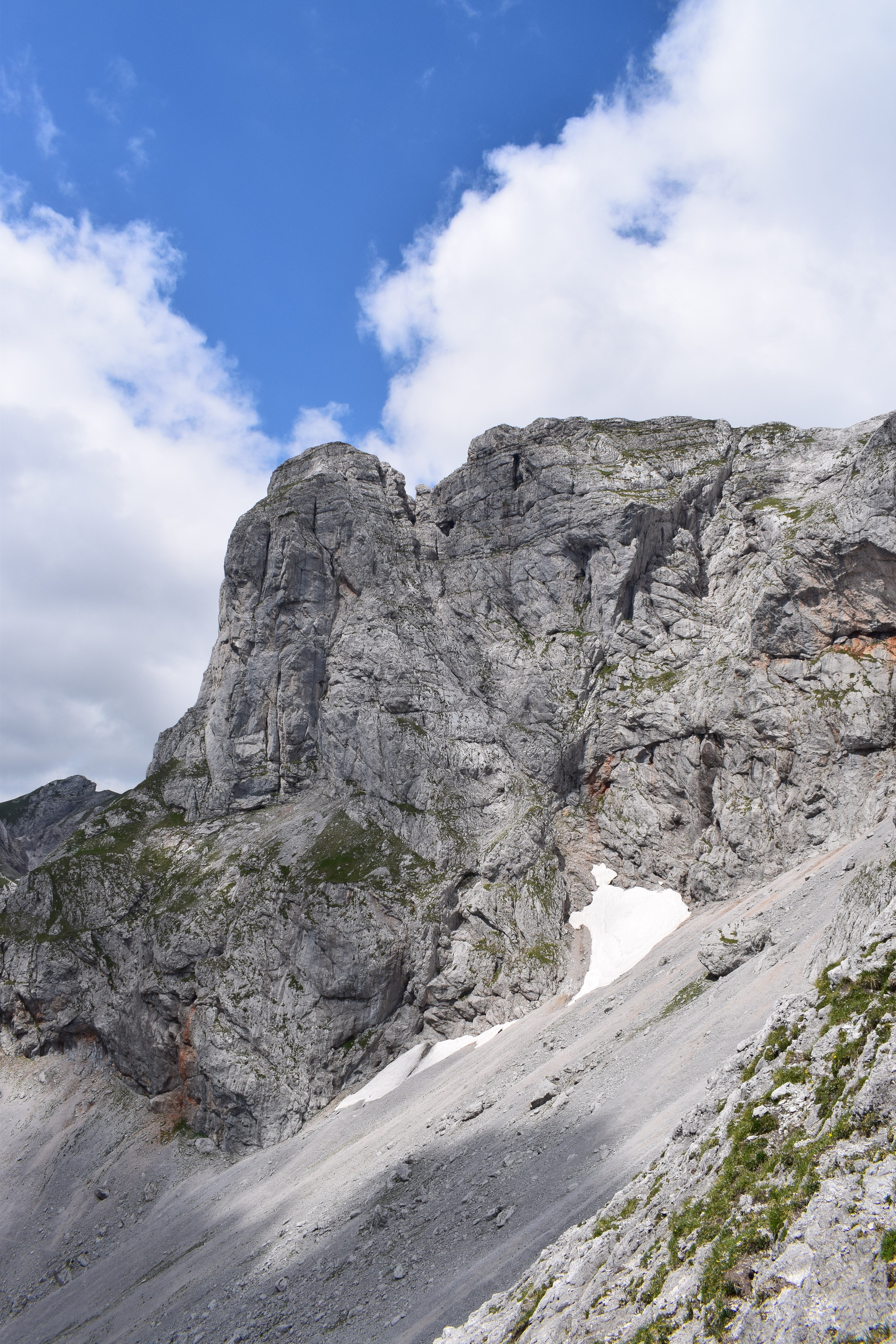
Die berüchtigte Südostwand
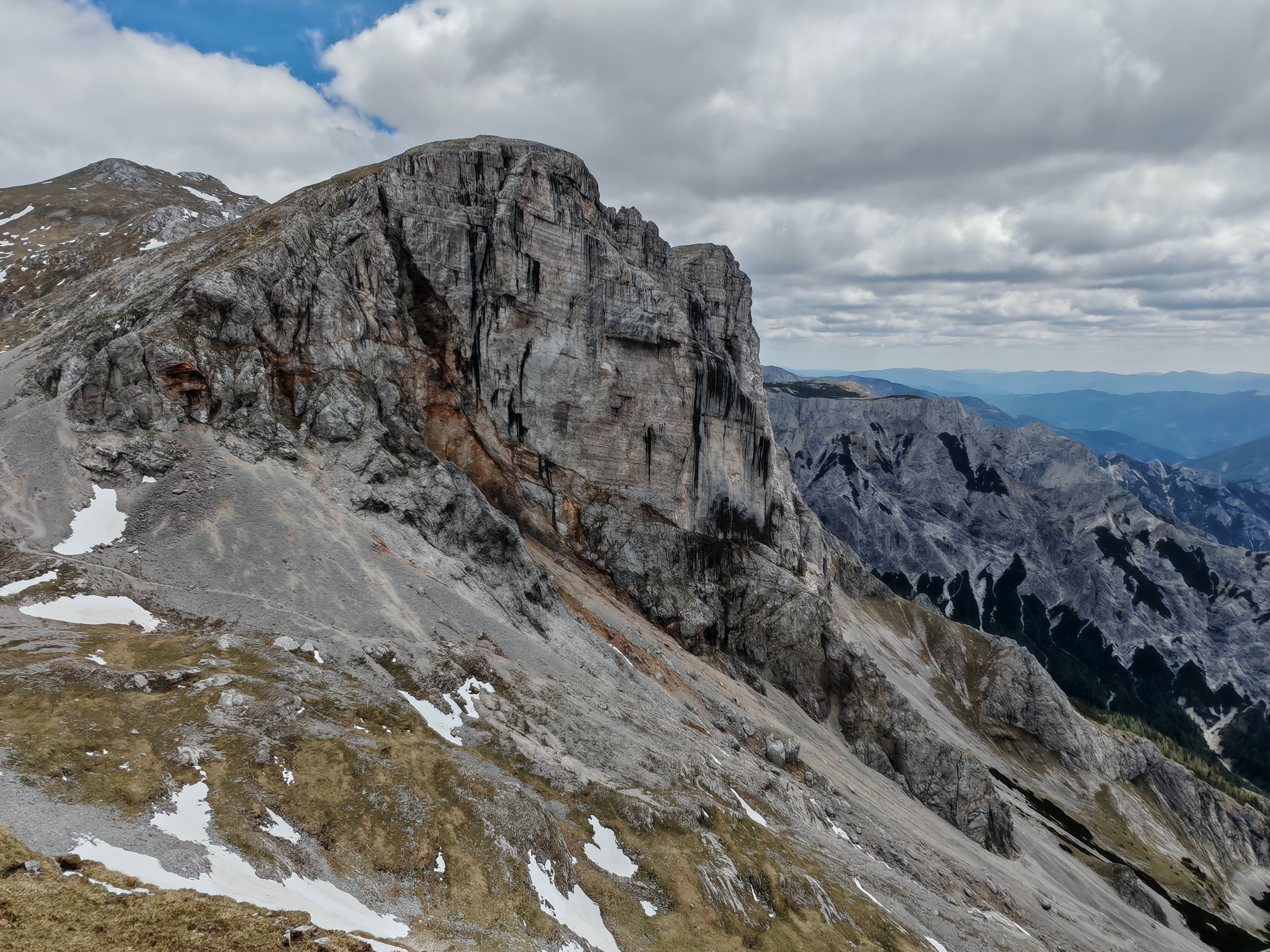
Blick über den oberen Abschluss des Rauchkars auf die Westseite der Stangenwand
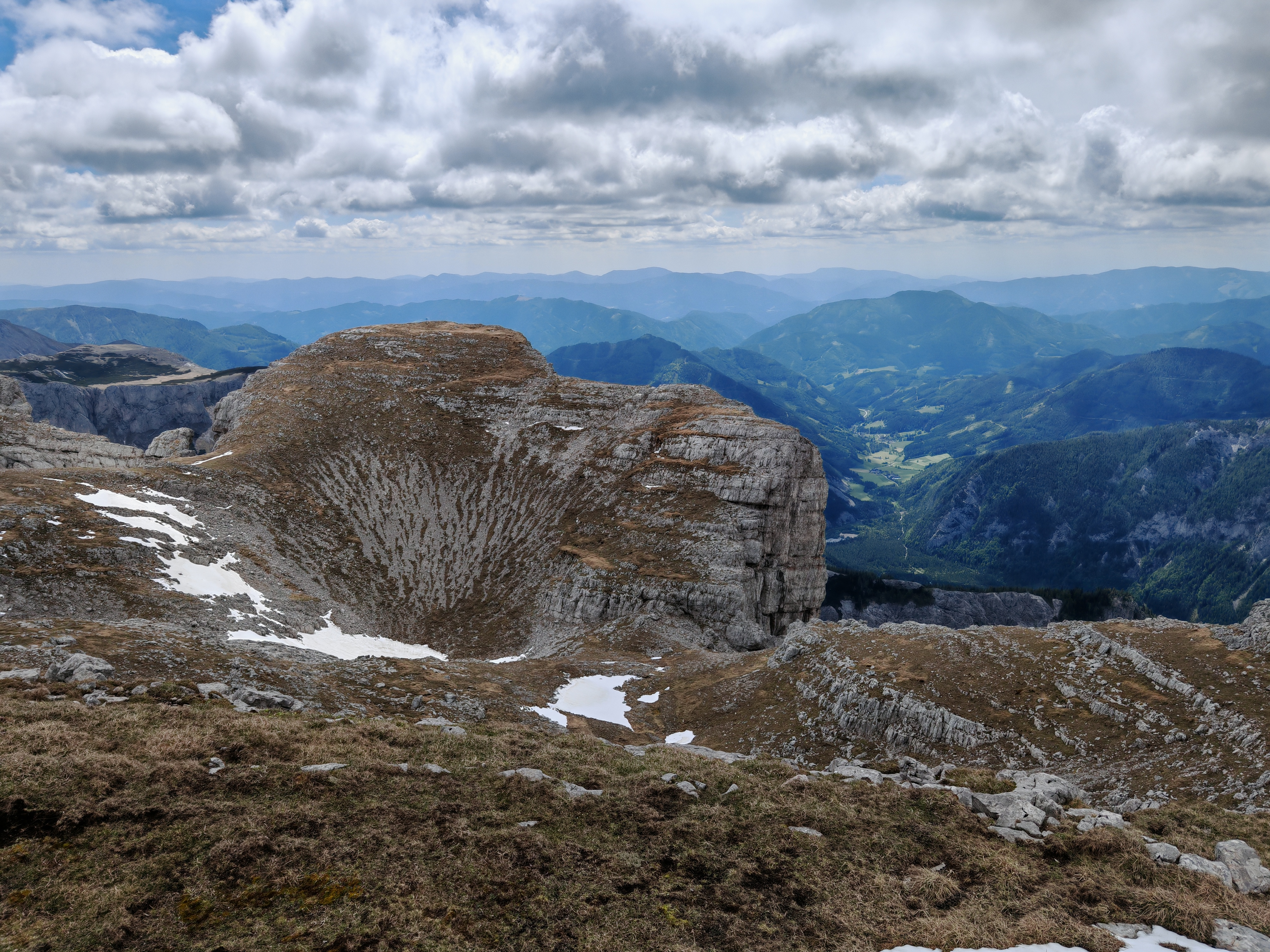
Blick vom höchsten Punkt der Stangenwand auf den südlichen Felsturm mit Gipfelkreuz
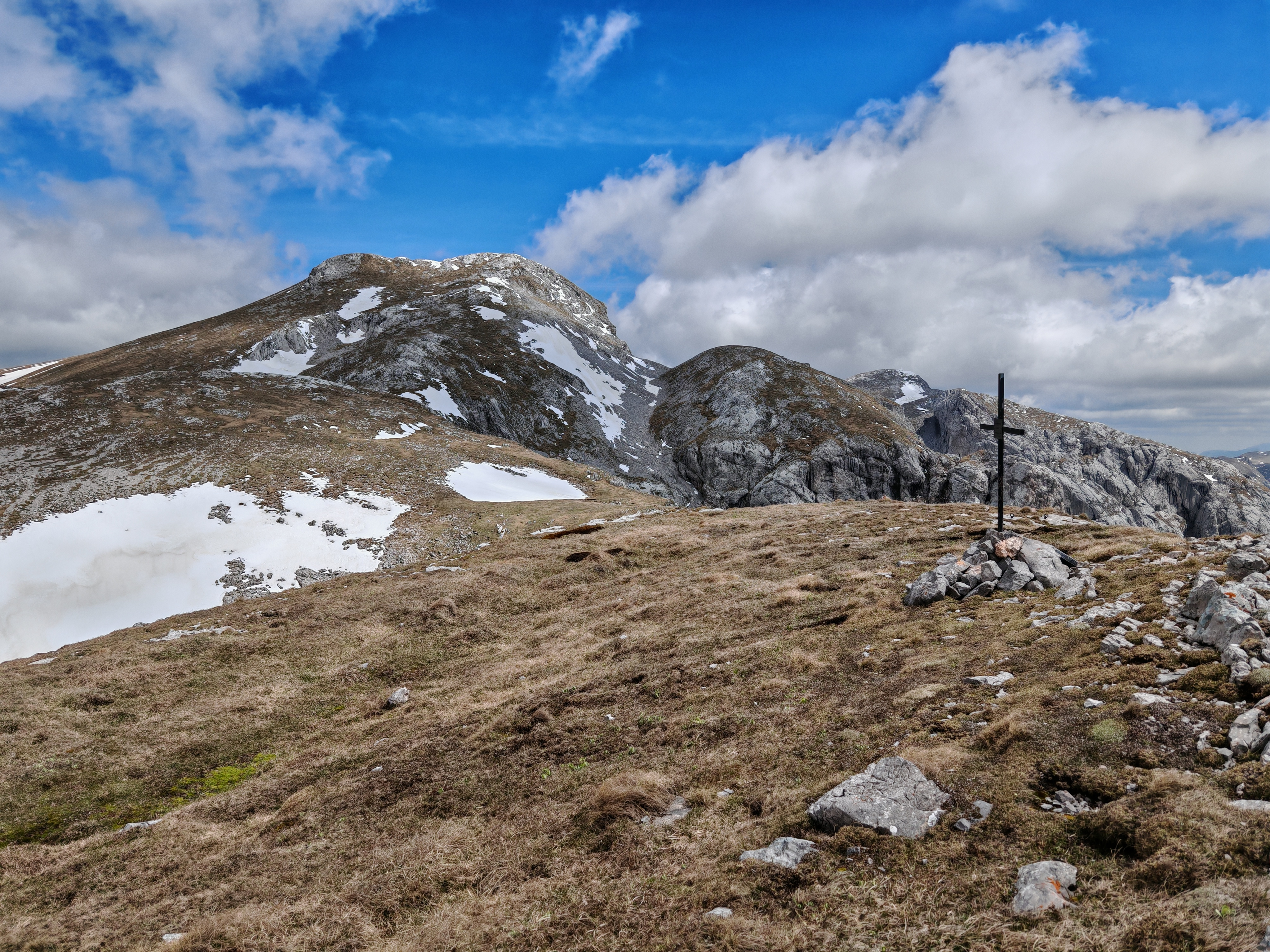
Gipfelkreuz der Stangenwand, links der Zagelkogel